# Okres Tulln
Okres Tulln je okres ve východní části Dolních Rakous, severozápadně od Vídně. Okres je rozdělen tokem Dunaje - severní část náleží Weinviertelu a jižní se oficiálně řadí k Mostviertelu, podle názoru obyvatel by se však měla připočítat k Industrieviertelu.

## Správní členění
Okres Tulln se dělí na 22 obcí z toho 1 město a 16 městysů. V závorkách je uveden počet obyvatel.

### Města
- Klosterneuburg (26 750)
- Tulln an der Donau (14 509)

### Městysy
- Absdorf (1945)
- Atzenbrugg (2812)
- Fels am Wagram (2197)
- Grafenwörth (3129)
- Großweikersdorf (3121)
- Judenau-Baumgarten (2229)
- Kirchberg am Wagram (3605)
- Königsbrunn am Wagram (1323)
- Königstetten (2284)
- Langenrohr (2346)
- Michelhausen (2849)
- Sieghartskirchen (7431)
- St. Andrä-Wördern (7813)
- Tulbing (2918)
- Würmla (1345)
- Zwentendorf an der Donau (4012)

### Obce

Obce v okrese Tulln

- Großriedenthal (936)
- Muckendorf-Wipfing (1442)
- Sitzenberg-Reidling (2091)
- Zeiselmauer-Wolfpassing (2258)